# Барборово (Бобруйский район)
Барборо́во (бел. Барбаро́ва) — деревня в составе Сычковского сельсовета Бобруйского района Могилёвской области Белоруссии.

## Население
- 1999 год — 8 человек
- 2010 год — 5 человек

## Фотогалерея

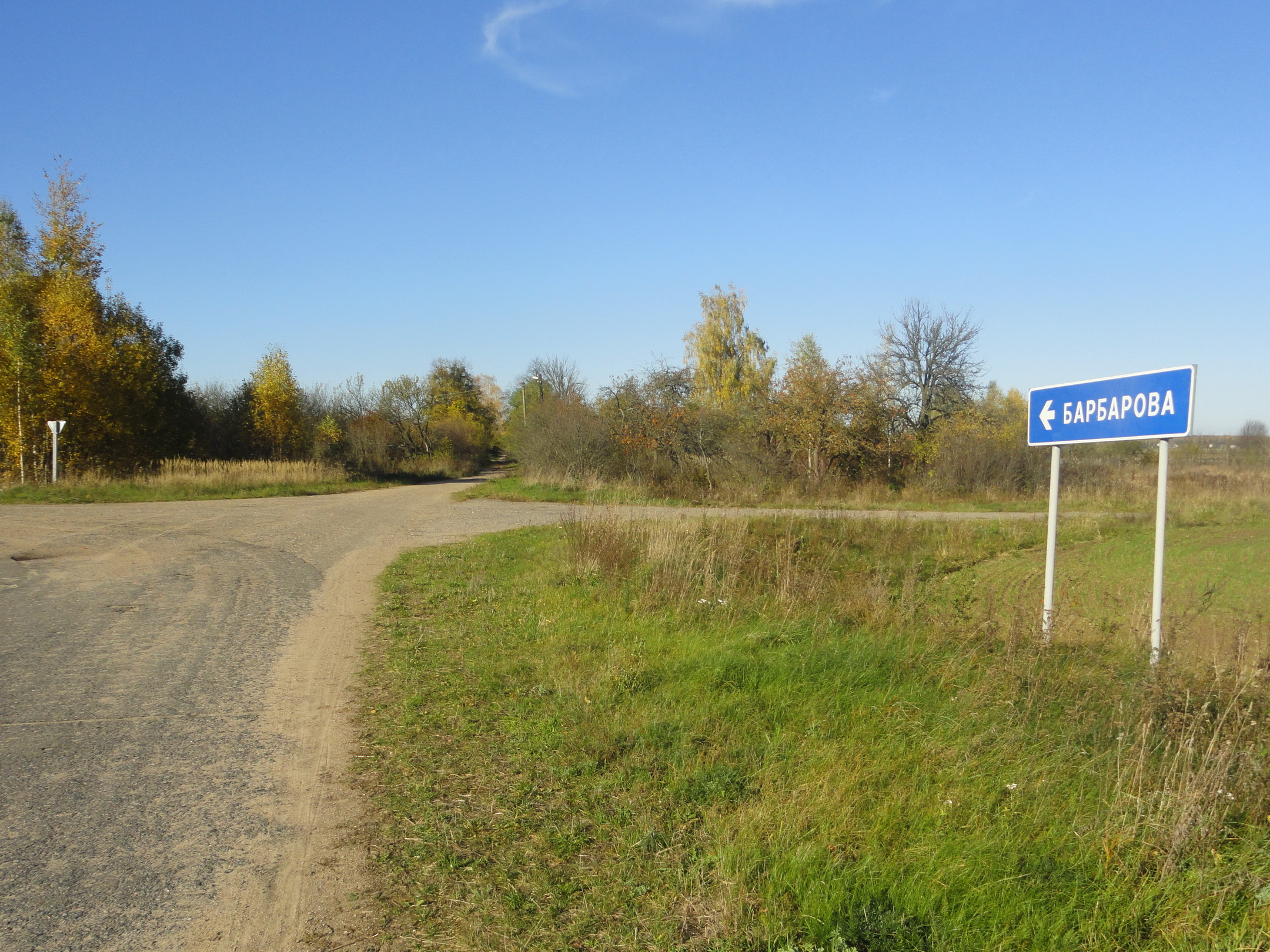
Указатель (на белорусском языке)
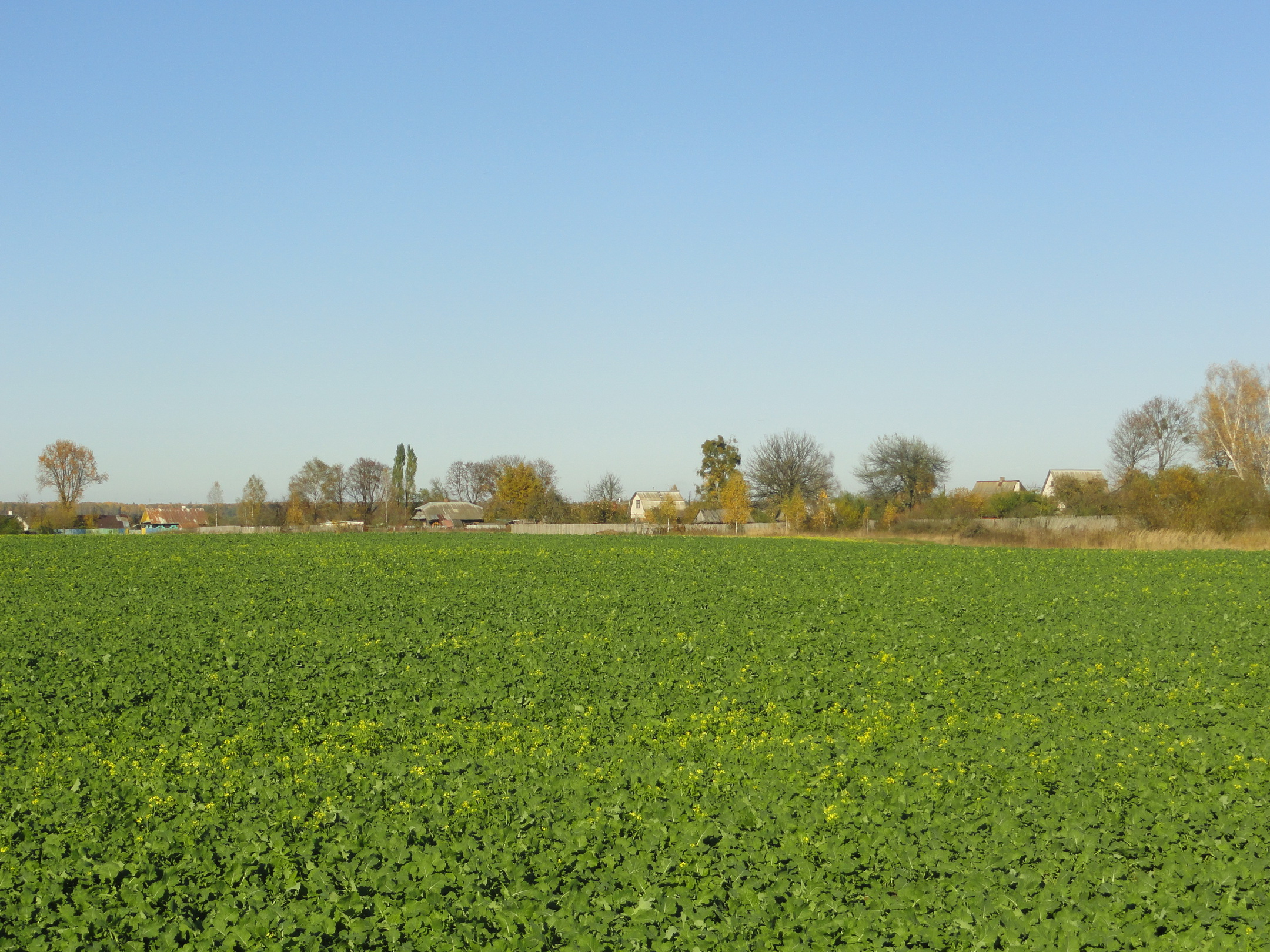
Вид на Барборово с Подсобного
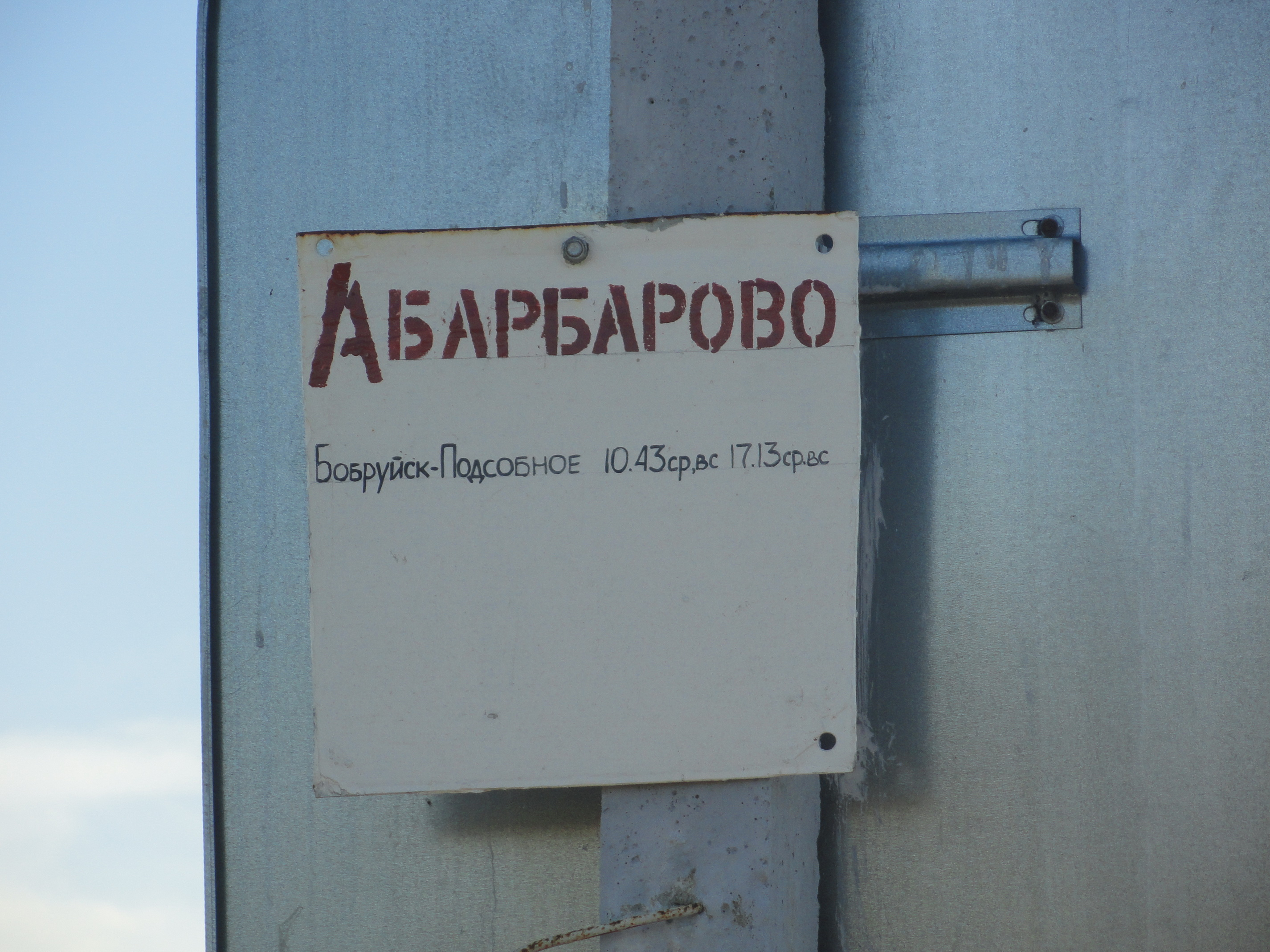
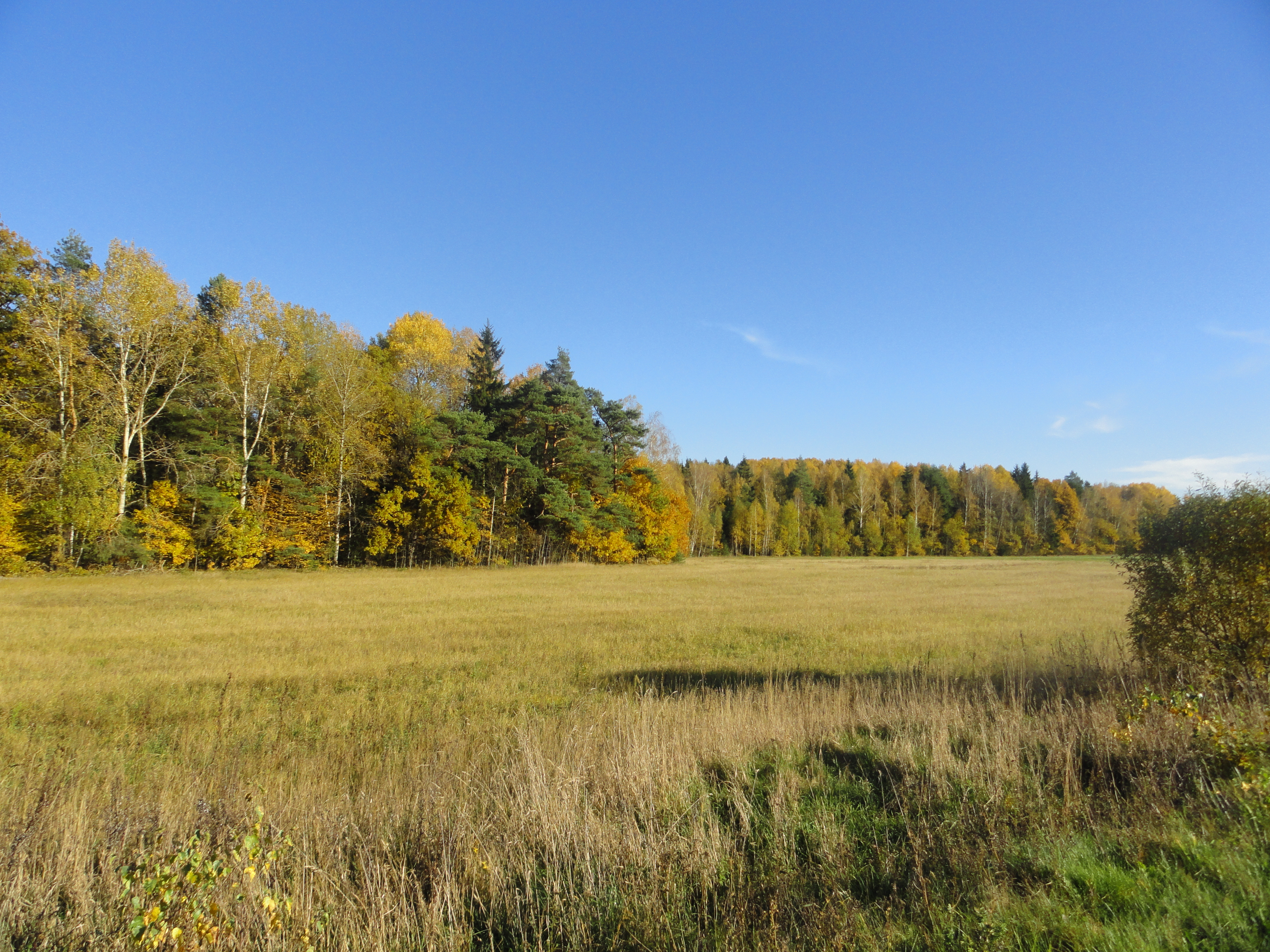